# Frédéric Martinez
Frédéric Martinez est un écrivain français né en 1973 à Ris-Orangis.

## Biographie
Il est marié à la peintre et illustratrice Adélaïde Lebrun. Ils vivent à Geffosses, en Normandie, où ils dirigent la maison d'édition 2, 3 Choses.